# Ławeczka Romana Maciejewskiego w Lesznie
Ławeczka Romana Maciejewskiego w Lesznie została odsłonięta 6 czerwca 2014, przy ulicy Wałowej w Lesznie, mieście, w którym kompozytor spędził dzieciństwo i młodość, gdzie często powracał, a po śmierci w czerwcu 1998 został na leszczyńskim cmentarzu pochowany. 
Ławeczka przedstawia wyrzeźbioną postać kompozytora, Romana Maciejewskiego w pozycji siedzącej.  Siadając obok i przyciskając odpowiedni przycisk, można usłyszeć melodię utworów  Maciejewskiego. Na oparciu ławki wypisano nuty jednego z nich - Kołysanki Mojej Matce. 
W uroczystości odsłonięcia ławeczki brał udział twórca rzeźby, Robert Tomak oraz brat kompozytora, Wojciech Maciejewski.
Ławeczka znajduje się w pobliżu Szkoły Muzycznej, także nazwanej imieniem Romana Maciejewskiego.